# George A. Olah
Pour les articles homonymes, voir Olah.
George Andrew Olah, né Oláh András György le 22 mai 1927 à Budapest en Hongrie et mort le 8 mars 2017 à Beverly Hills aux États-Unis, est un chimiste américain d'origine hongroise.
Il est lauréat du prix Nobel de chimie de 1994 « pour sa contribution à la chimie des carbocations ».

## Biographie
George Olah grandit en Hongrie et étudia à l'université de Budapest. À la suite de la révolution  hongroise de 1956, il émigra avec sa famille vers le Royaume-Uni puis peu après vers le Canada. Il y travailla à partir de 1957 chez Dow Chemical à Sarnia en Ontario. Le travail pionnier de Olah sur la chimie des carbocations commença durant les huit années qu'il passa chez Dow Chemical. En 1965, il partit à l'Université Case Western Reserve à Cleveland dans l'Ohio. En 1971, il obtint la nationalité américaine. En 1977, il intégra l'université de Californie du Sud. Il est fait membre étranger de la Royal Society en 1997.
En 2010, il est professeur de chimie organique à l'université de Californie du Sud à Los Angeles, ainsi que directeur du Loker Hydrocarbon Research Institute.
Au début du XXIe siècle, George Olah milita pour l'introduction d'une économie du méthanol, où le méthanol, en tant que carburant plus propre et plus efficace, doit remplacer le pétrole et le gaz. Le méthanol utilisé étant produit à l'aide d'énergies renouvelables et nucléaire.
Il meurt le 8 mars 2017 à Beverly Hills à l'âge de 89 ans.

## Distinctions et récompenses
- 1994 : prix Nobel de chimie pour sa contribution à la chimie des carbocations
- 2001 : prix Arthur C. Cope
- 2005 : médaille Priestley, la plus haute récompense de l'American Chemical Society